# Aphanocalyx trapnellii
Aphanocalyx trapnellii är en ärtväxtart som först beskrevs av J.Leonard, och fick sitt nu gällande namn av Jan Johannes Wieringa. Aphanocalyx trapnellii ingår i släktet Aphanocalyx och familjen ärtväxter. Inga underarter finns listade i Catalogue of Life.